# الجمعيات الرياضية الشبابية الكاثوليكية في الجزائر الفرنسية
الاتحادات الرياضية للشباب الكاثوليكي في الجزائر الفرنسية (بالفرنسية: patronages de l'Algérie française) ظهرت لأول مرة في المدن الكبرى في شمال الجزائر في بداية القرن العشرين وكانت مخصصة بشكل أساسي للشباب الأوروبيين. بحلول بداية الحرب العالمية الأولى، انضمت بعض الجمعيات إلى الاتحاد الدولي الكاثوليكي للتربية البدنية والرياضية، وسرعان ما حذت المنظمات النسائية حذوها وانضمت إلى قسم الرياضة النسائية، وهي منظمة رياضية كاثوليكية فرنسية للنساء. وعلى النقيض من الوضع في الشمال، فإن انتشار الرياضة في المناطق الجنوبية من الجزائر، تحت رعاية الآباء البيض (Pères Blancs)، كان يشمل بشكل أساسي السكان الأصليين.

## جمعيات الشباب الذكور

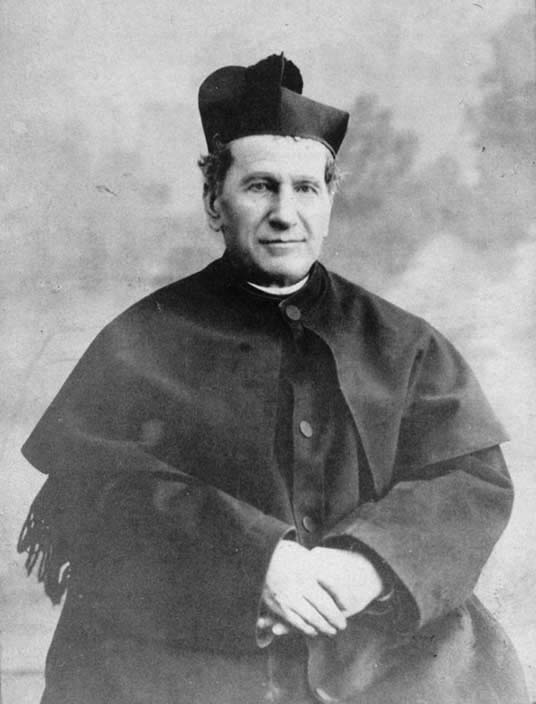
جيوفاني ميلكيور بوسكو، المعروف باسم القديس يوحنا بوسكو، والمعروف باسم دون بوسكو، تم تصويره بواسطة كارلو فيليس ديستي، في تورينو، في عام 1887.

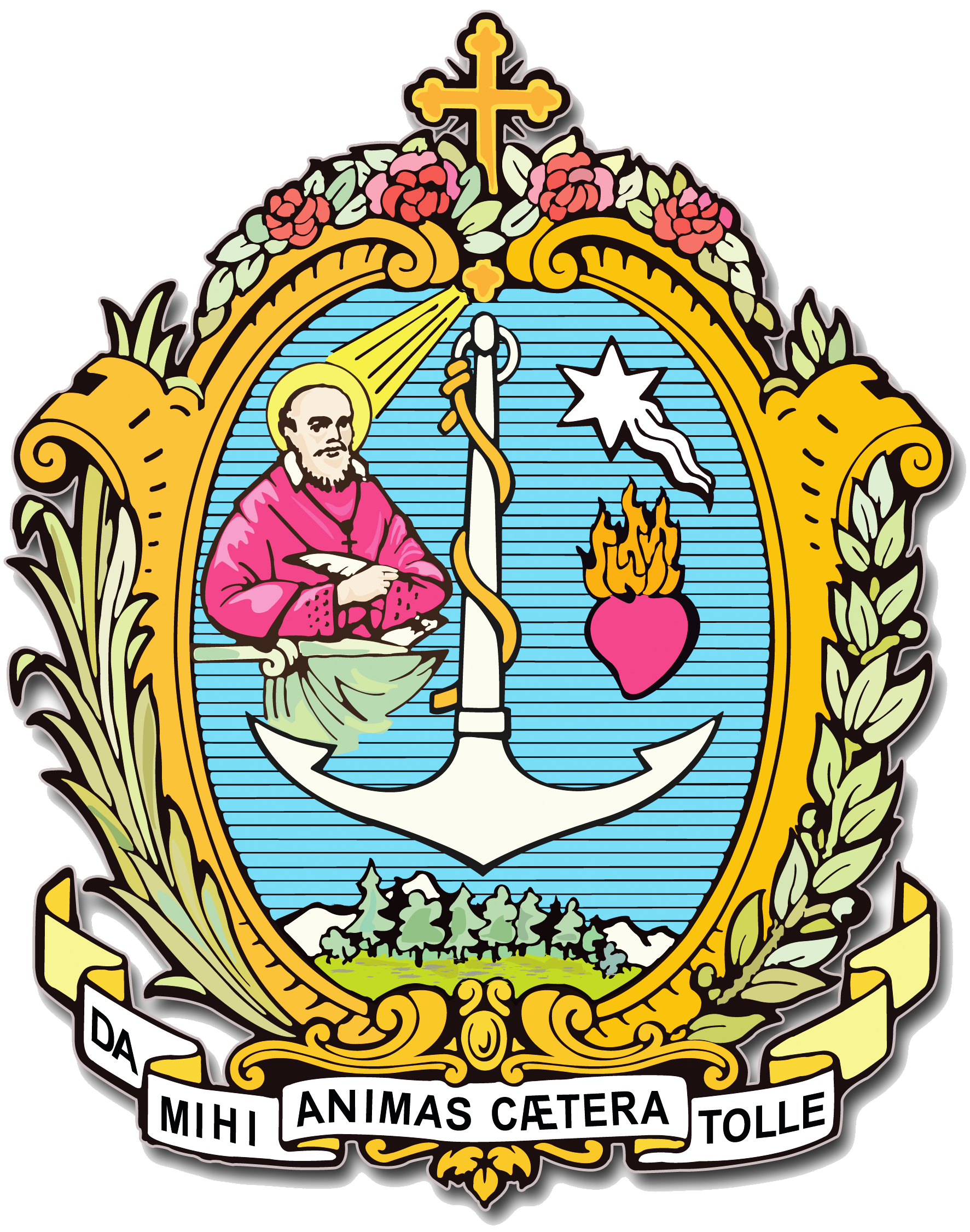
شعار النبالة الساليزيانيين في إشارة إلى القديس يوحنا بوسكو.

تأسست أولى الجمعيات الرياضية الشبابية الكاثوليكية في الجزائر عام 1913، وهي: سانت كروا (التي كانت منخرطة بالفعل في رعاية شباب الطبقة العاملة)، وسانت جوزيف حسين داي، ومستقبل الأبيار. تم إنشاؤها من خلال مبادرة من الساليزيان دون بوسكو وجماعة قلب يسوع الأقدس وكانت موجهة بشكل أساسي إلى الشباب من أصل أوروبي. انضموا على الفور إلى الاتحاد الفرنسي للجمباز والرياضة لرعاية الرياضيين (FGSPF)، وكان تركيزهم، كما هو الحال مع الجمعيات في فرنسا، على توفير التعليم الأخلاقي والتدريب العسكري. وقد تم تنظيمهم في اتحادات إقليمية يتقاسم فيها الأشخاص الدينيون والعلمانيون، بما في ذلك النساء، المسؤوليات. تم تأسيس أول اتحاد من هذا النوع في وهران في نوفمبر 1913 من قبل الأب كويجر.
استمر تطور الجمعيات بعد الحرب العالمية الأولى : حيث أدرج الاتحاد الإقليمي لمقاطعة الجزائر ست جمعيات في عام 1924، ثم تسع جمعيات بحلول عام 1928. وقد دعمت فرنسا هذه التطورات ورصدتها، وبناءً على نداء من المونسنيور أوغست فرناند لينود، رئيس أساقفة الجزائر، قامت 70 جمعية رياضية كاثوليكية للشباب من مختلف المقاطعات الفرنسية، مثل بوش دو رون، وألزاس، وسين، ورون، ولاند، وماين ولوار، بأخذ 3000 لاعب جمباز و500 موسيقي عبر البحر الأبيض المتوسط للمشاركة في مسابقة كبيرة لجمعيات الأعضاء في الاتحاد. تم تنظيم المسابقة بمناسبة الذكرى المئوية للاستعمار الفرنسي للجزائر وأقيمت في 14 يونيو 1930. ثلاثة قوارب تم ترتيبها خصيصًا تنطلق من مرسيليا : لاموريسيير، ودوق أومال، وإسبانيا. وعلى متن الطائرة، كان الفريق التنفيذي يتألف من فرانسوا هيبرارد (أستاذ قانون فرنسي ومسؤول بارز في مجال الرياضة)، وأرماند ثيبودو (زعيم جمعية رياضية كاثوليكية للشباب لعب دوراً هاماً في تطوير كرة السلة في فرنسا)، والسيد توماس جوردان (رئيس اللجنة الأولمبية الفرنسية). سيمونيت، الذي كان الممثل الرسمي لوكيل وزارة الدولة للتربية البدنية. كان فريق طليعية سان دوني هو الفريق الفائز بالمسابقة وكان روبرت هيرولد هو البطل الفردي.
وتبع المسابقة حفل استقبال استضافه الحاكم العام بيير لويس بورد. كما تم وضع أكليلين من الزهور على نصب تذكاري للحرب، الأول من قبل FGSPF، والثاني من قبل منظمة كاثوليكية من الألزاس والتي جلبت 11 منظمة إلى المنافسة. وتبع ذلك رحلة إلى سيدي فيروش، حيث وضع المطران أوغست فرناند لينود حجر الأساس لكنيسة المدينة؛ وتم تجهيز قطارين خاصين و18 حافلة لهذه المناسبة.
أضافت الجزائر جمعية أخرى في عام 1931، ثم في عام 1932 تم إنشاء جمعية الإسبرطيين في إكموله، وهران، على يد الأب بيلي، الذي كان له علاقات مع جمعية الشباب دون بوسكو، التي أسسها الساليزيان في يناير 1893. سرعان ما أصبح فريق سبارتانز أكبر نادي كرة سلة في الجزائر، حيث تم اختيار بعض اللاعبين للمنتخب الوطني الفرنسي. وفي عام 1936، فازت فرق الأب بيلي بجميع الألقاب في منطقة وهران، وأصبح الفريق الأول بطلاً للجزائر.
بعد الحرب العالمية الثانية، وباعتبارهم أبطال شمال إفريقيا في عامي 1948-1949، تغلب الإسبرطيون على الفريق العسكري الفرنسي بفارق 22 نقطة. ثم تغلبوا على بطل فرنسا عام 1949، فيلوربان، وتوجوا أبطالاً للاتحاد الفرنسي في 11 يونيو 1949؛ ونتيجة لذلك أصبحت وهران عاصمة كرة السلة في شمال إفريقيا. بعد استقلال الجزائر واصل الإسبرطيون مشاركتهم في كرة السلة والجمباز.
وكانت بعض الجمعيات الجزائرية متقدمة عن عصرها. في عام 1931، بدأت جمعية القديس فيليب الجزائري، التي تأسست عام 1922 والتي كانت تمارس فيها الرياضات، مثل الجمباز والتدريب العسكري، في السماح بعضوية الإناث، بما في ذلك داخل إدارتها. وكان لزاماً على الأعضاء أن يكونوا بالغين، وأن يحملوا الجنسية الفرنسية، وأن يكون لهم الحق في ممارسة حقوقهم المدنية والسياسية.
كانت أولمبيك المدرسة الصغيرة (OPS) آخر جمعية رياضية للشباب الكاثوليكي تم إنشاؤها في الجزائر وأسست أثناء التمرد. كان جميع المسؤولين في OPS ينتمون إلى النخبة الاجتماعية، وكان أحدهم عضوًا في رجال الدين. بالإضافة إلى تعليم الجمباز وتوفير التدريب العسكري (بما في ذلك التدريب على استخدام البنادق)، شجعت الجمعية ممارسة الرياضات الأخرى. كما شجعت الغناء الجماعي، فضلاً عن تنظيم جلسات ترفيهية ومعسكرات صيفية. ولم تسمح قوانين الجمعية بقبول الأجانب.
في 27 يناير 1963، خلال العام التالي لاستقلال الجزائر، تم تغيير النظام الأساسي لمنظمة أولمبيك سانت أوجين: تم إنهاء التدريب العسكري وتمت إعادة تسمية الجمعية إلى أولمبيك سانت أوجين (OSE)، مع التركيز بشكل أقل على الدين؛ ومع ذلك، استمرت العضوية في الرعايا الفرنسيين. وأخيرا توقفت منظمة OSE عن الوجود في عام 1967. قبل ذلك، في الأول من يوليو/تموز 1962، وخلال بطولة الجمباز والموسيقى التي نظمها الاتحاد الرياضي الفرنسي في تروا، أعاد لاعب الجمباز الشاب والمحامي الذي يمثل النقابات الجزائرية، أوليفييه جيلبرت، علم جمعيات الشباب الجزائرية إلى رئيس الاتحاد الرياضي الفرنسي.

## الرياضة النسائية

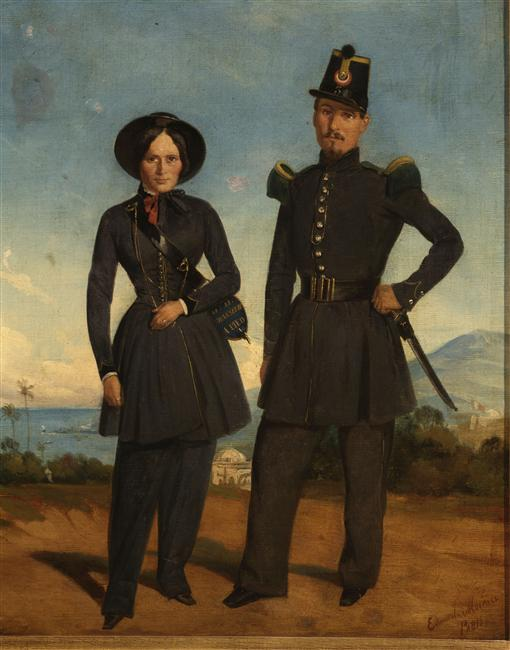
لوحة للفنان إدوارد مورو (1825–1878): جندية من الجيش الفرنسي تقف بجانب أحد أفراد المشاة في الجزائر، 1845.

كانت النساء الأعضاء في المؤسسة الدينية مسؤولات عن إنشاء جمعيات رياضية نسائية كاثوليكية في الجزائر بعد الحرب العالمية الأولى ؛ على سبيل المثال، تأسست جمعية "يعسوب الحصن" في بيرماندريس في عام 1926. ومع ذلك، فإن انتشار هذه الجمعيات حدث بشكل رئيسي قبل الحرب العالمية الثانية مباشرة: تأسست طيور النورس وهران في وهران عام 1938، ثم سنونو نوتردام إفريقيا، وموتيس، وميموزا ميدان المناورة، ومارغريت مصطفى، وكابوسينات بلكور، وستارية مصطفى، وستارية مصطفى، وخشخاش مصطفى، وجزء الرياضة النسائية الجزائرية، وزهور الذرة من الجزائر العاصمة، وحوذان من القبة، وهيذرز من حسين داي، وبخور مريم من باب. الواد تأسست في الجزائر العاصمة في العام التالي.

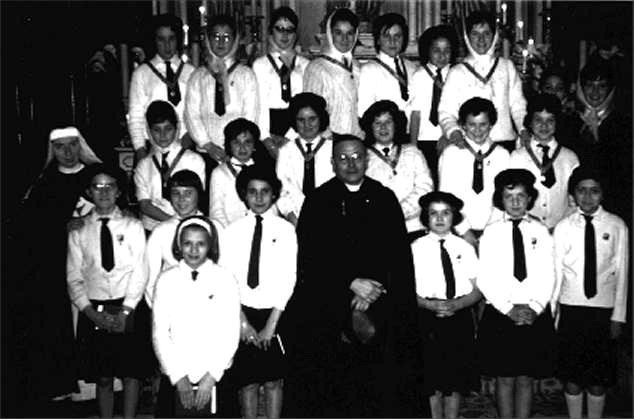
جوقة جمعية الشباب النسائية الكاثوليكية في معسكر بالجزائر في حفل استقبال للطلاب الصغار من مدرسة الأخوات الثالوثيات : وهي منظمة دينية كاثوليكية تأسست عام 1194 في سيرفروا بفرنسا من قبل قديسين فرنسيين، جان دي ماثا والقديس فيليكس دي فالوا. هذه الصورة مؤرخة في 8 ديسمبر 1961.

كانت كل هذه الجمعيات تابعة لجمعية قسم الرياضة النسائية، التي أسستها بنات المحبة للقديس فنسنت دي بول في عام 1919. إنشأت اللجان الإقليمية الخارجية للاتحاد الرياضي النسائي في عام 1937، بمبادرة من ماري تيريز إيكيم. بالإضافة إلى الجمباز، شملت الرياضات التي تم ممارستها كرة السلة، والكرة الطائرة، وكرة السجن، والسباحة، والتجديف، وركوب الدراجات. في كل أبرشية، كان القسيس يقدم للمعلمين تدريبًا روحيًا، والذي ظل من اختصاص رجال الدين ومديري الجمعيات. أصرت رايون سبورتيف فيمينين على أن يكون القادة والمدربون من الكاثوليك الممارسين:
| « | "إن الأمر لا يتعلق بتشجيعهم على الانضمام إلى الكنيسة، بل يتعلق بإحضار الكنيسة إلى حياتهم". | » |

وعلى غرار اتحادات الرجال، نظمت الاتحادات الإقليمية للاتحاد الروسي لكرة القدم مسابقات كبيرة. وقد تم وضعها تحت سلطة كبار المسؤولين الاستعماريين. تم تقديم صلاة إلى جان دارك في المسابقات، إلى جانب حفل رفع العلم. كما قدمت الاتحادات الإقليمية أيضًا جلسات تدريبية لقادة الجمعيات على مستوى الأبرشية، بدعم وإشراف من إطار الإدارة المتمركز في فرنسا. كان ذلك أثناء مهمة إلى الجزائر في هذا السياق، خلال خريف عام 1942، عندما انضمت أوجيني دويسيت، نائبة الأمين العام للاتحاد العام للقوات المسلحة الفرنسية، الهيئة الرسمية للمنطقة الحرة في فرنسا في ذلك الوقت، إلى القوات الفرنسية الحرة.
كانت مشاركة المرأة المسلمة في الجمعيات منخفضة، على الرغم من أنها زادت مع حرب الاستقلال. ومن الأمثلة البارزة على أولئك الذين شاركوا: نيني ديرديش فيليبفيل، وصيفة بطلة سباق الضاحية الفرنسي الشامل عام 1956، وليلى خليف من الجزائر، بطلة الجزائر عام 1956 في سباق 800 متر للناشئين ودفع الجلة والرمح. إن الجمعيات الرياضية للشباب الكاثوليكية، والتي ظلت لفترة طويلة حكراً على الأوروبيين، قد توقفت إلى حد كبير عن الوجود مع وصول استقلال الجزائر.

## الأقاليم الجنوبية

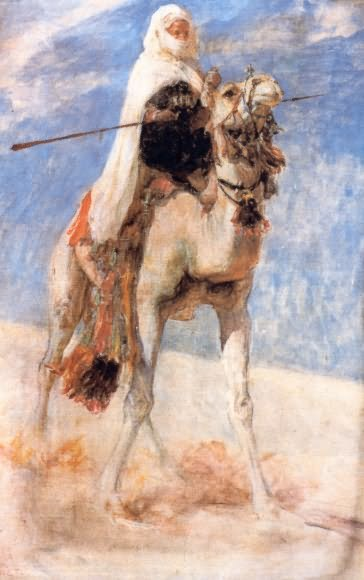
مهاريست، على مهاري، رسم حوالي عام 1887: زيت على قماش لإتيان دينيه (1861–1929).

على الرغم من أن شمال الجزائر كان مقسمًا إلى ثلاث إدارات جزائرية فرنسية منذ عام 1902 (الجزائر، وهران، وقسنطينة)، إلا أن جنوب الجزائر كان يتكون من أربع مناطق خاضعة للإدارة العسكرية (غرداية، وعين الصفراء، وتقرت، والواحات (التي كان مقرها في أدرار)؛ حتى قانون 20 سبتمبر 1947 الذي منح هذه المناطق وضع الإدارة أيضًا. حتى ذلك الوقت، كان الفيلق الأجنبي الفرنسي والكتائب الإفريقية والميهاريست الصحراويين (نوع من سلاح الفرسان الفرنسي، ولكن بالجمال بدلاً من الخيول) مسؤولين عن إدخال الرياضة التشاركية إلى الجنوب: فقد جعلوا السكان الأصليين يبنون ملاعب تنس، بالإضافة إلى تلك الموجودة بالفعل في الفنادق الأكبر. ومع ذلك، لم يساهم هذا إلا إلى حد محدود في انتشار الرياضة التشاركية بين السكان الأصليين. كان ذلك يرجع في المقام الأول إلى مؤسسة أخرى، والتي كانت لها في كثير من الأحيان علاقة وثيقة ومتكاملة مع الجيش، لتحقيق ذلك على نطاق واسع.

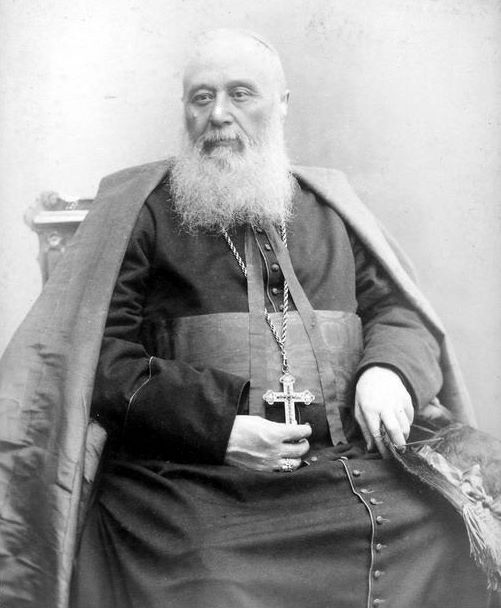
الكاردينال شارل مارتيال لافيجيري (1825-1892)، رئيس أساقفة الجزائر ومؤسس رهبنة الآباء البيض، الاسم الرسمي: مبشرون من إفريقيا، التي تأسست في عام 1868، في ميزون كاريه، والمعروفة الآن باسم الحراش، الجزائر. تم التقاط هذه الصورة بواسطة ألبرت كابيل، في باريس، فرنسا، في عام 1882.

الكاردينال شارل مارتيال لافيجيري، أستاذ التاريخ الكنسي في جامعة السوربون من عام 1854 إلى عام 1856، ثم أسقف نانسي في عام 1863، تم تعيينه أسقفًا للجزائر في عام 1867. وقد أكسبته إدارته المتميزة لتفشي وباء الكوليرا الذي حدث هناك شعبية كبيرة بين السكان المسلمين. عين رئيسًا لكنيسة إفريقيا والمندوب الرسولي الصحراء الكبرى السودان من قبل البابا بيوس التاسع في عام 1884، وأسس جمعية الآباء البيض التبشيرية للعمل مع قبائل مزاب. لقد اهتموا بالمرضى، ونشروا الإنجيل، ووفروا التعليم للأطفال. لقد سمح إنشاء الجمعيات الرياضية، بالإضافة إلى العيادات والمدارس، بالاتصال اليومي مع الشباب، ومنذ عام 1884 كان الآباء البيض يلعبون بالفعل دورًا في نشر الرياضة؛ أولاً بين سكان القبائل المحليين، ثم في جميع أنحاء المنطقة الجنوبية الأوسع.

بدأ أعضاء المؤسسة الدينية، بالتعاون مع الجيش، في تنظيم سباقات الميهاري (الميهاري هو نوع من أنواع الجمال). في عام 1890، أنشأ المونسنيور لافيجيري سباق تقرت، بسكرة السنوي للمسافات الطويلة: 220 كم وجائزة أولى قدرها 1000 فرنك. وقد أدى نجاحها المستمر، في عام 1934، إلى قيام الحكومة بتنظيم المقامرة المرتبطة بالحدث:
| « | اعتبارًا من 31 مارس 1898، سيتم تطبيق قواعد الرهان المطبقة على سباق الخيل، والتعديلات المطبقة في الجزائر، إلى الحد الذي لا تتعارض فيه مع القوانين القائمة، على السباقات التي تشمل الحمير أو الجمال. | » |

 وكما كانت الحال في المدن الشمالية، فقد تطورت الرياضات التقليدية بشكل كبير في الجنوب ــ من وجهة نظر مؤسسية ــ بين الحربين العالميتين. في عام 1928، حاول الاتحاد الرياضي والإعداد العسكري في الأغواط توحيد الأقسام الفرنسية واليهودية عرب في المجتمع المحلي. وكان من بين أعضاء مجلس الإدارة الإثني عشر أربعة مسلمين. توقف التدريب العسكري بعد عام 1941 وأصبحت المؤسسة هي الاتحاد الرياضي للأغواط (USL)، (الإنجليزية: الاتحاد الرياضي للأغواط).
تم إدراج الشركة الرياضية الصحراوية (SSS)، (الإنجليزية: الجمعية الرياضية الصحراوية) في الجريدة الرسمية للجزائر (الجريدة الرسمية للجزائر) في 15 نوفمبر 1938. وكان رئيسها القس ليثيليو، أحد الرؤساء داخل الآباء البيض. كان لدى الجمعية فريقان لكرة السلة، وفريقان لكرة القدم، و40 متدربًا في الفئة العمرية من 10 إلى 15 عامًا.
ولكن ظهرت مشاكل غير متوقعة. كانت جمعية الحياة في الهواء الطلق في جيريفيل (الآن البياض)، التي تقدم ألعاب القوى وكرة القدم وكرة السلة، تضم ثلاثة مسلمين بين أعضاء مجلس إدارتها البالغ عددهم 11 عضوًا. ولكن تقاسم السلطة أثبت أنه مشكلة، وتم تشكيل جمعيتين أخريين في عام 1939: الاتحاد الرياضي الجيريفيلي بقيادة آغا سي العربي بن دين، رئيس زاوية أولاد سيدي الشيخ وحاصل على وسام جوقة الشرف، ونجم الجنوب تحت قيادة الآباء البيض. ومع ذلك، أدت التشريعات التي قدمها نظام فيشي إلى حل هذه الجمعيات في الأول من مارس عام 1941، وإعادة تأسيس جمعية واحدة: ستاد جيريفيلوا (ملعب جيريفيل)، مع استمرار رئيس الآباء البيض في منصب نائب الرئيس.
وبفضل جهود الآباء البيض والعسكريين، بدأ الشعب الصحراوي في الجنوب أيضًا في المشاركة في الرياضة المنظمة، على الرغم من أنها أنشئت في المقام الأول للأوروبيين في المدن الشمالية. وقد تمكن السكان المستقرون من ممارسة الرياضات التشاركية، وخاصة كرة القدم، وقامت السلطات الرسمية بتنظيم وإدارة الأنشطة البدنية التقليدية للبدو الرحل على النحو السليم.